# アラー・ウッディーン・ハルジー
アラー・ウッディーン・ハルジー（علاء الدين خلجي, ʿAlāʾ ud-Dīn Khaljī; 1266年もしくは1267年–1316年1月2日）は、北インドを支配したデリー・スルタン朝の一つであるハルジー朝の第3代スルターン（2代目とも数えられる）（在位1296年–1316年）。モンゴル帝国によるインド侵入を5度に渡って撃退し、自らを「第二のアレクサンドロス大王（スィカンダル・サーニー）」と称した。南インドに初めてイスラム勢力を拡大し、インド南部におけるイスラム教信仰の基盤を築いた。デリー・スルタン朝を「インド＝トルコ人国家」から「インド＝ムスリム帝国」へと方向付け、デリー・スルタン朝のインド化を進めた人物と評価されている。
アラー・ウッディーン・ムハンマド・シャーの名でも知られる。

## 生涯

### 即位以前
奴隷王朝に加わったテュルク系部族集団ハルジー族の出身で、奴隷王朝を滅ぼしてハルジー朝を開いたジャラールッディーン・ハルジーの甥にあたり、娘婿でもあった。1292年に肥沃な土壌と高級織物の生産地であるデリー東部の都市カラーとその一帯の知事に任ぜられた。彼とジャラールッディーンの関係については、トゥグルク朝に仕官した経験もあるイブン・バットゥータが『大旅行記』で言及している。アラー・ウッディーンとジャラールッディーンの娘の夫婦仲は悪く、そのために義父であるジャラールッディーンとの関係もこじれたものになったと、バットゥータは説明している。彼はジャラールッディーンの寛容な施策に不満を持つ将校たちの支持を得るため、ジャラールッディーンの許可を得て1294年よりイスラム王朝の軍隊として初めてヴィンディヤ山脈を越えてデカン高原に南進し、デカンのヒンドゥー教国ヤーダヴァ朝を攻撃した。
1296年にヤーダヴァ朝の首都デーヴァギリ（現在のダウラターバード）を占領し、17250ポンドの金、200ポンドの真珠、28250ポンドの銀を戦利品として手に入れるが、デリー・スルタン朝の慣例に反してこの時に得た膨大な戦利品をジャラールッディーンに献上せず、自軍の軍費に充てた。同年に自分の陣営を訪れたジャラールッディーンを暗殺し、ジャラールッディーン殺害に協力した部下にはあらかじめ約束しておいた褒賞を与え、3か月かけてゆっくりとデリーへと進軍した。一方、ジャラールッディーン暗殺の報告が届いたデリーでは、ジャラールッディーンの妃マリカイ・ジャハーンが彼女の子ルクン・ウッディーンをスルターンに擁立した。アラーウッディーンはデリーに向かう道中でデカン遠征で得た戦利品で兵士を徴募し、沿道の住民には金銀貨をばらまいて人気取りを図るとともにデリーのマリカイ・ジャハーンの支持者を買収して彼らの寝返りを待った。デリーの貴族と軍人のほとんどがアラーウッディーンの支持に回るとデリーに入城し、ルクン・ウッディーンを盲目に、マリカイ・ジャハーンを居住に軟禁した上で、スルターンに即位した。

### モンゴルとの戦い
治世の初期より、チャガタイ・ハン国のハン・ドゥアの軍が頻繁に北インドに侵入し、デリーは二度陥落の危険に晒された。
1298年のモンゴル軍侵入の撃退に成功して威信が大いに高まったことを利用し、かつて買収でジャラールッディーン側から寝返ったデリーの貴族を粛清した。1299年から1300年にかけてのモンゴル軍の侵入では、ドゥアの子であるクトゥルグ・ホージャの率いる20万の軍がデリー近郊にまで迫るが、アラーウッディーン自らが指揮する軍隊の奮戦によってデリー近郊で撃退した。1302年の冬にアラー・ウッディーンがランタンボールに遠征していた時、12万のモンゴル軍が北インドに侵入し、デリーに包囲を布いた。デリーへの交通路はモンゴル軍に遮断されていたために援軍と食料の供給は絶たれ、帰国したアラー・ウッディーンはデリーに入城できずにやむなくデリー東北のシーリー（スィーリー）に拠点を移した。
しかし、小競り合いが繰り返された2か月後にモンゴル軍は包囲を解いて突如撤退した。イギリスの研究者ピーター・ジャクソンは撤退の理由について、カイドゥを中心とした同盟の崩壊と、崩壊に伴う中央アジア方面の政情の変化が背景にあると考察した。
1310年から1311年にかけてイルハン朝のハン・オルジェイトゥより降伏を勧告する使節団が送られるが、アラー・ウッディーンは要求を容れず、18人の使節団全員を象に踏み殺させた。また、将軍のガーズィー・マリク（後のトゥグルク朝の創始者ギャースッディーン・トゥグルク）をアフガニスタンの山岳地帯に駐留させ、インド北部への侵入を繰り返すモンゴル軍を撃退させてインド北部の草原地帯の安全を確保した。
こうしてハルジー朝の軍隊はモンゴル軍との戦いで勝利を重ね、ハルジー朝・トゥグルク朝に出仕した歴史家バラニーの言うところでは
という、ハルジー朝がモンゴル軍に対して優位に立つ戦況になった。

### インド亜大陸での遠征活動
1299年にはグジャラートのヴァーゲーラー朝（後期チャールキヤ朝の後継国家）にムルターンのウルグ・ハーンとデリーのヌスラト・ハーンを派遣し、国王カルナ2世の軍をアーシャーパッリー（現在のアフマダーバード）近郊で破り、首都アナヒラパータカを攻略した。アラーウッディーンは征服地に長官を置かず、またヴァーゲーラー朝と臣従関係を結ぶこともなく、軍隊をデリーに引き上げさせたためにカルナ2世が従来通りグジャラートを統治するが、カルナ2世と婚姻関係を築いた後に彼が謀反を企んでいる情報が入ると、1304年に再びグジャラートに軍を進め、ヴァーゲーラー朝を滅ぼした。
1299年のグジャラート遠征の帰途で、戦利品の分配に不満を持ったハルジー朝内のイスラム教に改宗したモンゴル人（新ムスリム）がジャーロール近郊で反乱を起こし、彼らから助けを求められたランタンボールのチャウハーン朝が反乱者を保護する事件が起きる。この事件がきっかけとなってウルグ・ハーン、ヌスラト・ハーンが率いる10000の軍隊をランタンボールへ派遣し、ヒンドゥワートでランタンボール軍を撃破する。ハルジー朝側は反乱者の処刑と貢納品を要求するがランタンボールの王ハンミーラは要求を拒絶し、ランタンボール城砦に籠城した。兵糧攻めの末にハンミーラは突撃を敢行して部下と共に戦死し、ランタンボールの内通者を主人を裏切った者は信用できないとして処刑、ランタンボールをウルグ・ハーンの統治下に置いた。また、アラー・ウッディーンは反乱に直面して、治安維持を名目にデリーの郊外に居住する反乱者の子を虐殺し、妻女を奴隷とした。この行為について宮廷の歴史家バラニーは男たちの罪を彼らの妻子に負わせる前例は無いと、虐殺を批判する記述を残した。
1303年にメーワールを支配するグヒラ朝の王が籠るチットール城砦を陥落させ、1299年の新ムスリムの反乱で、反乱軍を支援したジャーロールのチャウハーン朝（ソーニーグラー朝）へもハルジー朝の軍隊が送られた。1305年にジャーロール城砦を包囲した後、アラーウッディーンは朝貢を条件としてジャーロール王カーンハダデーヴァを許し、カーンハダデーヴァはハルジー朝の呼びかけに応じてデリーの宮廷を訪れたが、カーンハダデーヴァ親子はデリーに人質を置くことを拒んでジャーロール城砦に立て籠もり、再びハルジー朝に敵対した。1308年にアラーウッディーン率いる軍はシワーナー城砦を攻略し、各地でジャーロール軍と交戦した後、ジャーロール城砦を包囲しての兵糧攻めを行った。ジャーロール軍は都市の富裕商人から食料の供給を受けて奮戦するが、1311年にジャーロールの内通者の手引きによってハルジー軍は城砦の中に入り、城内のカーンハダデーヴァと一族と家臣、婦女子が戦死した末に、ジャーロールはハルジー朝の支配下に収まった。

### マリク・カーフールの南征

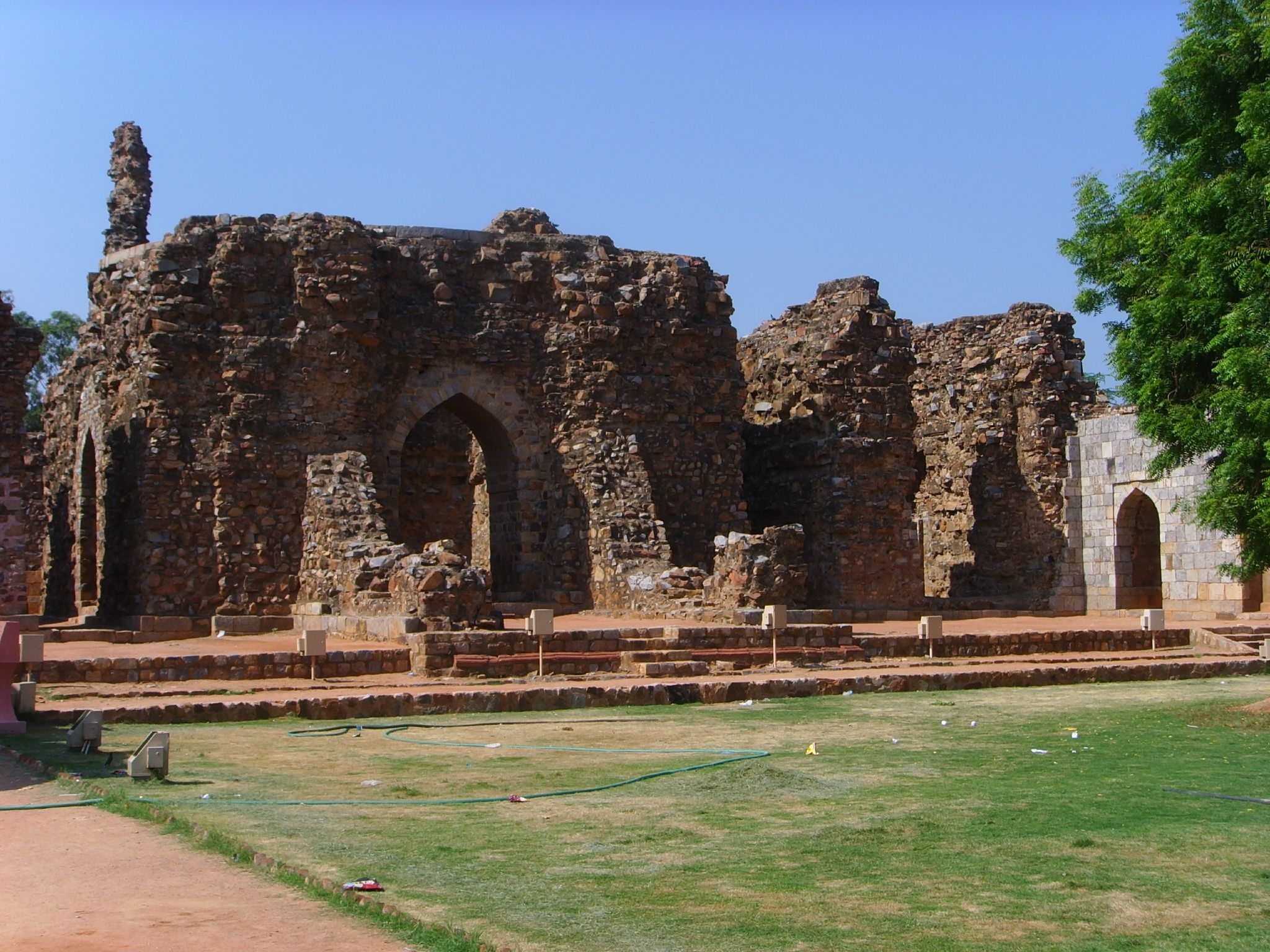
クトゥブ・ミナールとその建造物群（クトゥブ・ミナールと周辺遺跡群）内のアラー・ウッディーンの墓

モンゴル軍の侵入は1308年の攻撃を持って一旦終息し、ラージャスターンのラージプート国家の征服事業も1308年までにはジャーロールを残してほぼ完了していた。
かつて臣従させたヤーダヴァ朝が貢納を拒むと、1307年にヒンドゥー教徒から改宗した解放奴隷マリク・カーフールに軍を預けてヤーダヴァ朝に向かわせ、王のラーマチャンドラを捕らえてデリーへ連行した。アラー・ウッディーンはデリーに送られたラーマチャンドラを丁重に扱い、彼に金品とグジャラート地方に領地を与え、婚姻関係を結んだうえで同盟を結んだ。カーフールはヤーダヴァ朝をデカン高原のヒンドゥー教国遠征の拠点として、1309年頃にマディヤ・プラデーシュ北部のチャンデーラ朝を滅ぼし、1310年には、カーカティーヤ朝の首都ワランガルを陥落させ、翌1311年にはるか南方のホイサラ朝の首都ドゥバーラサムドラを攻略し、ホイサラ王バッラーラ3世をデリーまで連行している。1310年から1311年にかけてカーフールの軍隊はパーンディヤ朝が支配するマーバールをも攻撃して首都マドゥライを略奪、破壊し、彼らはインド亜大陸南端のコモリン岬にまで達した。
バラニーは、この遠征で得られた戦利品について、612頭の象、多量の金と宝石類、2万頭の馬を持って翌1311年初頭にデリーに帰還したと伝える。このハルジー朝の南方遠征の主目的は財貨の獲得にあり、永続的な支配を意図したものではなかった。従属させた国家にはデリーへの貢納を拒むものも多く、ヤーダヴァ朝もラーマチャンドラが没した後にはハルジー朝との従属関係を断ち切り、反乱が起こるたびにカーフールの率いる軍隊が派遣された。
ハルジー朝の遠征を受けて弱体化したデカンと南インドに割拠していた諸王朝は、アラー・ウッディーンの没後のデリー・スルタン朝、あるいはヴィジャヤナガル王国によって次々に滅ぼされる。

### 晩年
晩年のアラー・ウッディーンは奢侈に溺れて健康を害し、また宮廷ではマリク・カーフールの影響力が増していった。彼はカーフールの意見を容れて正妃を宮廷から追放、妃の兄弟を処刑し、自身の息子で後継者としていたヒズル・ハーンをも投獄する。1316年1月2日に水腫に罹って病没するが、国内ではカーフールによって彼の死期が早まったと噂された。

## 内政

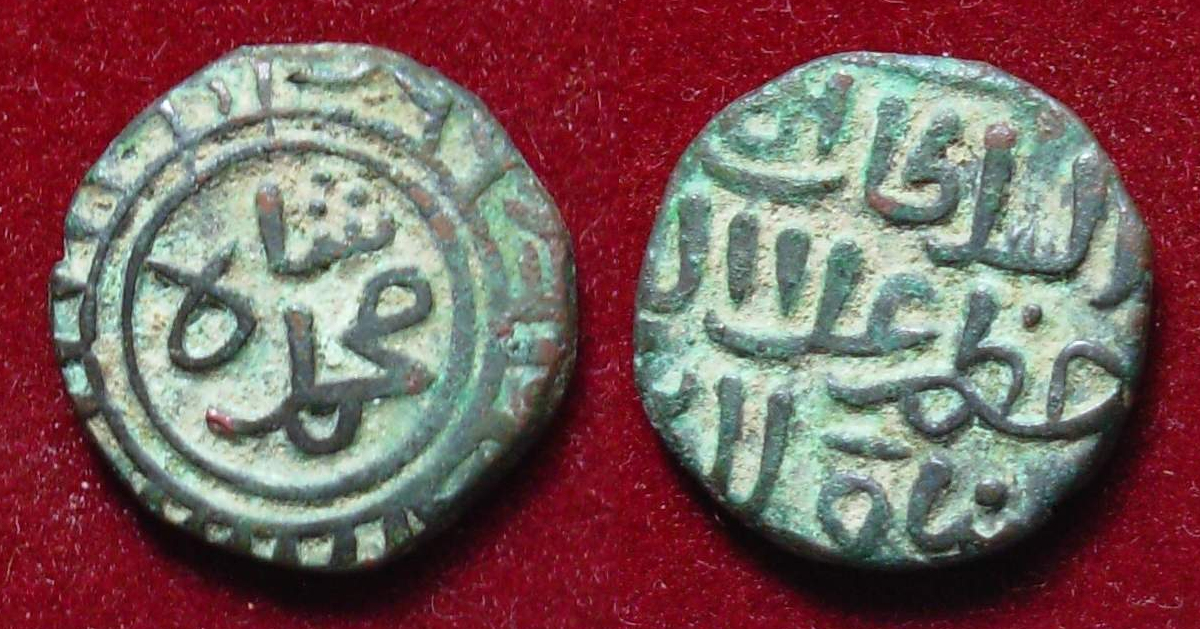
アラーウッディーンが発行した銅貨

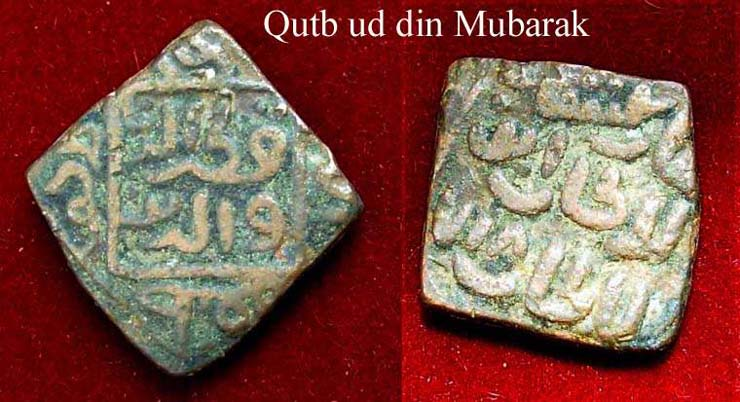
アラーウッディーンが発行した硬貨。インドで最初に発行された正方形の貨幣である

アラーウッディーンは軍事と税制の改革に着手し、その政策は都市と農村の双方に影響を及ぼした。
人事面では、インド・ムスリム（ヒンドゥー教からの改宗者）を積極的に登用し、奴隷王朝のスルターン・イルトゥトゥミシュと同様にイスラム神学者（ウラマー）の政治への影響力を削ごうと試みた。
彼が打ち出した政策には実施されずに終わったものも多いが、中には後の時代になって施行されたものもある。

### 監視と重税
アラー・ウッディーンは相次ぐ反乱にあたって、抵抗する勢力の察知と反乱の防止のために国内に秘密警察をくまなく張り巡らせ、力によって反対勢力を抑えつけようとした。貴族、高官から庶民まで、行動や日常生活が彼の布いた監視網のもとに置かれたのである。
貴族間の結婚はアラー・ウッディーンの許可無くして行うことはできず、貴族の私有財産も削減された。宴会は陰謀が交わされる場だとして禁止され、宴会に欠かせない飲酒、酒類の製造と販売も禁止されたが、禁酒令は徹底できず、自分で飲むための酒を個人で製造することは認めざるを得なかった。
役人には民衆に富と時間的余裕が残らないよう厳しい徴税を行うことが命じられ、この命令には時間的余裕が無くなれば反抗や反乱を考えるほどの余裕も無くなるという意図があった。インドで最初となる事前の測量に基づいて収穫高の半分を税とする貢租徴収、兵糧の1つである牛乳を確保するための牧草地への課税、徴税の過程で国家と農民の中間に立つ世襲的な在地支配者層を排除しての直接徴税、在地支配者層の免税特権の廃止を実施した。実施の程度と施行された地域に限りはあったものの、彼の治世に確立された徴税制度は後の時代に建国されたスール朝、ムガル帝国で導入された徴税制度の基礎となった。
アラー・ウッディーン治下の北インドにおいて最も重い税が課せられたのはヒンドゥー教徒であり、彼らは重税以外に武器の所持、騎乗、奢侈にも厳しい制限が課される苛烈な処遇を受けた。ただ、ヒンドゥー教徒への課税は迫害を目的としたものではなく、税収の確立が目的であったと思われる。厳しい徴税はイスラム教徒にも課され、宗教家や功労者に与えられていた土地は接収され、年金も停止された。

### 軍制の改革と物価の統制
度重なるモンゴル軍の侵攻を撃退するため、アラー・ウッディーンは砦の修復と並行して、強力な軍隊を作り出そうと軍制の改革に着手した。デリー・スルタン朝の君主として初めて常備軍を設置、常備軍の増強のため軍事組織の再編、兵の名簿の作成、土地の給付に代わる給与の現金支給を実施し、軍馬要求の際の不正を一掃するために騎兵隊の馬に烙印を押すダーグ制度を導入した。47万5千に上る数の騎兵、騎兵以外に存在したと思われる歩兵を維持するための国家負担は非常に重く、農民への課税額は限度まで引き上げられて増税の余地は無かった。アラー・ウッディーンは膨大な数の軍隊を維持するために、軍費と給与を抑える様々な方策を考案し、特に物価の統制に着目した。
政府によって日用品（米、小麦、豆、砂糖、精製されたバター油、食用油など）から高価な商品（輸入布地、馬、家畜、奴隷など）に至る物価は低く抑えられ、市民と都市部の軍隊が必要とする穀物については密かに蓄えることを禁じ、飢饉に備えて国の穀倉に貯蔵された。物資の流通の円滑化、公定価格と利潤率の調整、取引業者の登録を実施し、不法な商取引はもちろんのこと、物資の売り惜しみにも罰則が設けられた。イブン・バットゥータの『大旅行記』でもアラーウッディーンの治下で行われた肉類、穀物、衣服の価格調整に触れられており、牛肉にかけられた税の撤廃、国の穀倉に貯蔵された穀物の開放などによって物価を抑制していたことが述べられている。飢饉に見舞われた時にも食料品の値上げは許されず、バラニーはハルジー朝下の穀物価格が安定していたことを称賛した。
市場の規則を破った者には厳しい罰則が加えられ、目方の不足に違反した商人は不足分の分量に相当する部位を身体から切り取られたという。また、価格統制のためにデリーには穀物、高級布地、最期に馬や家畜や奴隷を扱う3つの市場が設置され、これらの市場の管理は監督官（シャーフナーイエ・マンディー）を通して行われたが、一連の政策は全国的に行われたわけではなく、政策の実効力があったのはデリーとその周辺、および地方の一部の都市のみであったと考えられている。

### 文化事業

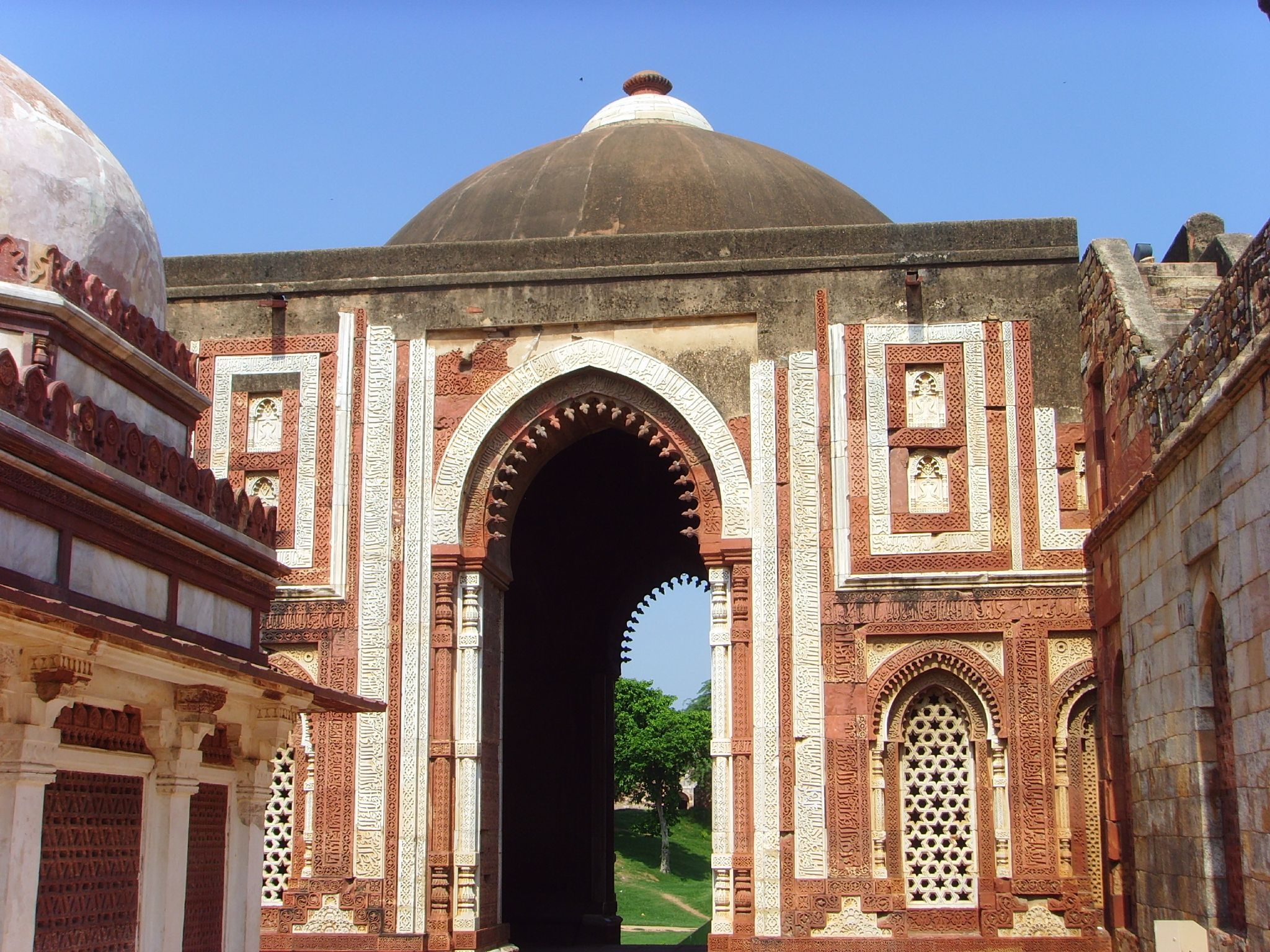
アラーイー・ダルワーザ

物価の統制と南インドで得た戦利品によって国庫は潤い、文化事業と建築事業に投資を行う余裕もできた。イラク、中央アジア方面から流入した学者文人は手厚く保護され、またアラー・ウッディーンは7万人に上る建築職人と石工を擁していた。彼はデリーに豪華絢爛なジャマーアート・ハーナ・モスクを建て、アイバクが建造したクワットゥル・イスラーム・モスク（クトゥブ・モスク）を元の11倍の広さに拡張し、クトゥブへの入り口にアラーイー・ダルワーザという門を建てた。また、クトゥブ・モスクの境内に高さ150メートルに達するアラーイー・ミナールの建造を企画したが未完に終わり、今日では基部だけが残る。
彼の保護を受けていた学者文人の中で著名な人物として、詩人アミール・ホスローが挙げられる。ランタンボール遠征に随行したアミール・ホスローは、ランタンボール城砦を巡る攻防戦を鮮烈な描写で記した。

## 人物像

### 自己賛美
彼は「第二のアレクサンドロス（スィカンダル・サーニー）」を自称し、礼拝の際のフトバで自らを第二のアレクサンドロスと呼ばせ、その名を刻ませた貨幣を鋳造した。しかし、側近に諌められて過度の自己賛美は行わなくなった。

### アラーウッディーンと乗馬
1299年から1300年にかけての冬、デリー近郊のティルパトの平原で甥のスライマーン・シャー・アーカト・ハーンがアラー・ウッディーンの暗殺を企てる事件が起きた。アラーウッディーンは狩りの途中で食事の時に馬から降りようとした時にスライマーン・シャーに射られて意識を失い、あわや落命の危機に遭う。それ以来金曜の礼拝や祭礼の時でも、彼は決して馬に乗ろうとしなかったという。
この事件はバラニー、バダウーニーらデリー・スルタン朝の歴史家の著書以外に、イブン・バットゥータの『大旅行記』においても記されている。

## 登場する作品
「パドマーワト 女神の誕生」サンジャイ・リーラー・バンサーリー監督作品 2018年

## ギャラリー

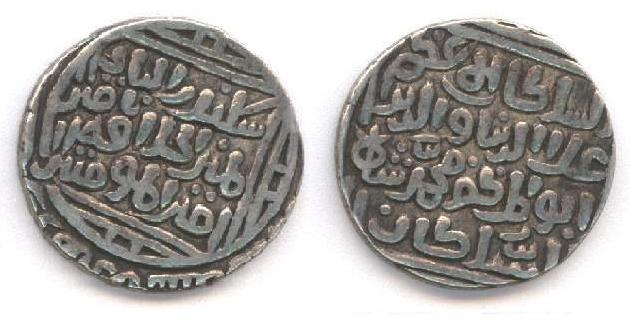
アラーウッディーンが発行した硬貨
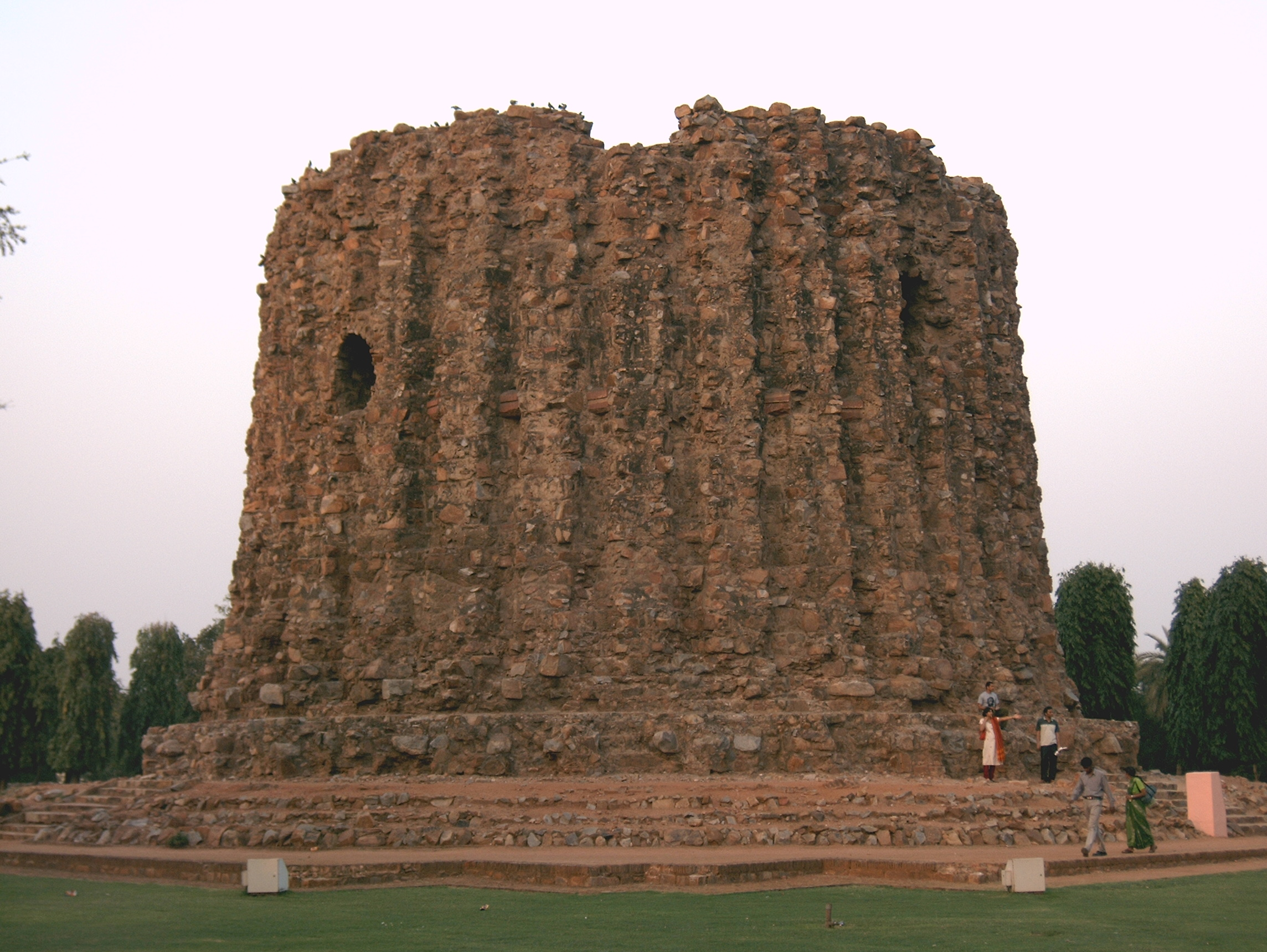
アラーイー・ミナールの基部
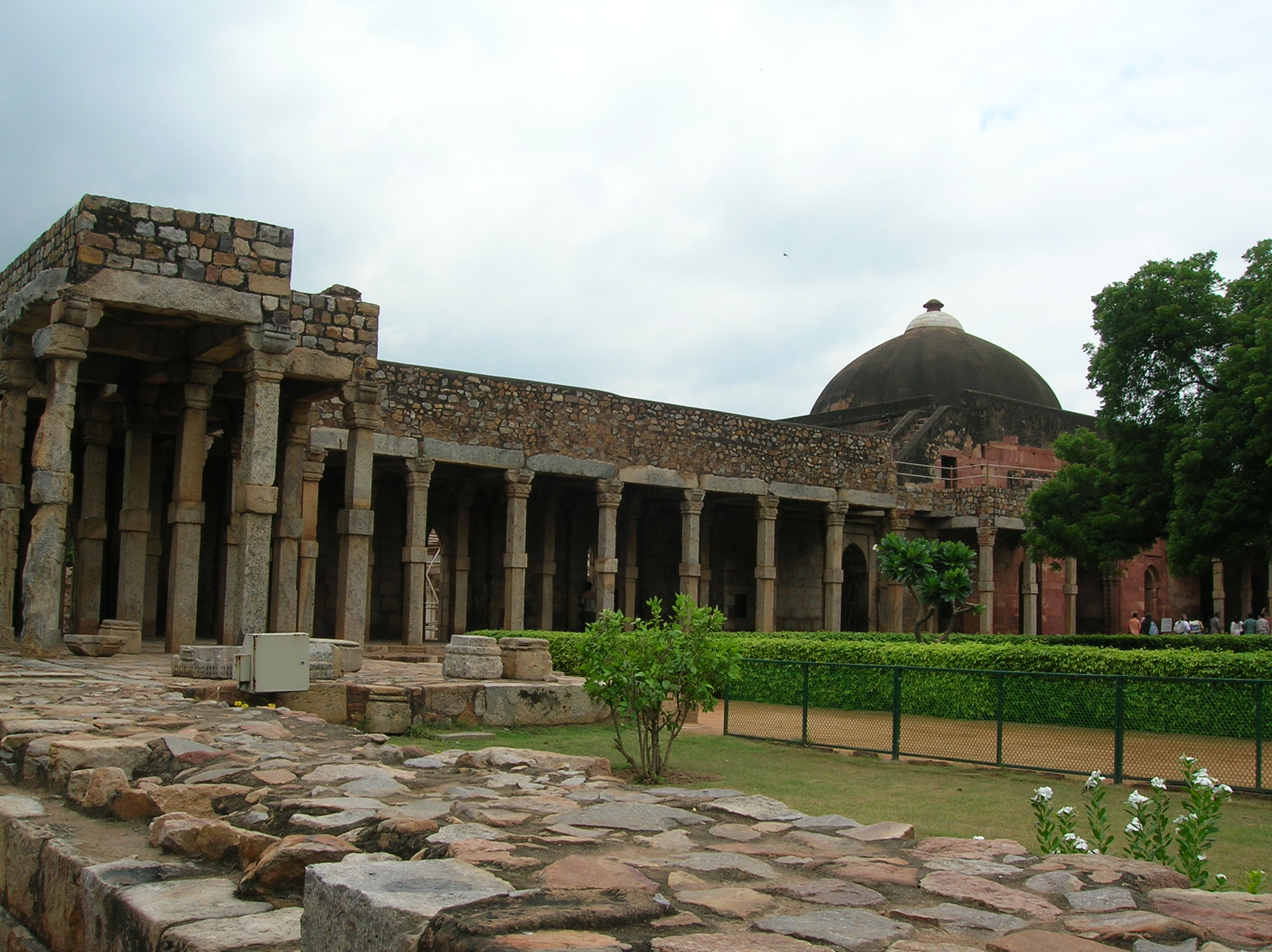
クワットゥル・イスラーム・モスク